# Les Supers Nanas, le film
Pour les articles homonymes, voir Les Supers Nanas.
Pour plus de détails, voir Fiche technique et Distribution.
Les Supers Nanas, le film ou Le film des Supers Nanas au Québec (The Powerpuff Girls Movie) est un film d'animation américain de Craig McCracken, tiré de la série télévisée d'animation Les Supers Nanas, mettant en vedette Belle, Bulle et Rebelle.

## Synopsis
Le professeur Utonium, un grand scientifique, trouve vraiment que sa ville est une catastrophe car celle-ci est envahie par de grands méchants. Il décida donc de redonner un peu de lumière à sa ville en créant des petites filles... Alors qu'il était en pleine préparation, une substance chimique X a accidentellement coulé dans la mixture. Une explosion se produit et donna naissance aux Supers Nanas : Belle, Bulle, et Rebelle. Un danger apparut peu de temps après à Townsville : il s'agit de Mojo Jojo, un singe-mutant qui cherche à détruire la ville des Supers Nanas avec sa troupe de primates. Avec l'aide de leurs super-pouvoirs, les Supers Nanas sont prêtes à sauver le monde.

## Fiche technique
- Titre original : The Powerpuff Girls Movie
- Titre français : Les Supers Nanas, le film
- Titre québécois : Le film des Supers Nanas
- Réalisation : Craig McCracken
- Scénario : Charlie Bean, Lauren Faust, Craig McCracken, Paul Rudish, Don Shank
- Musique : James L. Venable
- Production : Donna Castricone
- Société de production : Warner Bros. Pictures et Cartoon Network Studios
- Société de distribution : Warner Bros. Pictures
- Budget : 11 000 000 $
- Langue originale : anglais
- Durée : 75 minutes
- Dates de sortie : 
  -  États-Unis : 5 juillet 2002
  -  France : 28 août 2002

## Distribution

### Voix originales
- Cathy Cavadini : Belle
- Tara Strong : Bulle
- Elizabeth Daily : Rebelle
- Roger L. Jackson : Mojo Jojo
- Tom Kenny : Le maire de Townsville / le narrateur
- Jennifer Hale : Mrs. Keane
- Jennifer Martin : Sara Bellum
- Tom Kane : Le professeur Utonium
- Jeff Bennett : Ace / Big Billy / Grubber
- Grey DeLisle : Linda
- Rob Paulsen : Hota Wata / Killa Drilla
- Kevin Michael Richardson : Rocko Socko / Ojo Tango

### Voix françaises
- Sauvane Delanoë : Belle
- Chantal Macé : Bulle
- Martine Reigner : Rebelle
- Christian Pélissier : Mojo Jojo
- René Morard : le maire de Townsville, Marty
- Catherine Cyler : Mrs Keane
- Pascale Jacquemont : Sara Bellum
- Serge Blumenthal : Le professeur Utonium
- David Krüger : Ace
- Michel Barbey : Ojo Tango
- Edgar Givry : Blah-Blah Blah-Blah

### Voix québécoises
- Johanne Léveillé : Belle
- Kim Jalabert : Bulle
- Johanne Garneau : Rebelle
- Gilbert Lachance : Mojo Jojo
- Isabelle Leyrolles : Mme Kane
- Guy Nadon : le maire de Townsville
- Élise Bertrand : Sara Bellum
- Daniel Picard : Le professeur Utonium
- Benoit Rousseau : Ojo Tango
- Daniel Lesourd : Rocko Socko
- Sebastien Dhavernas : Blah-Blah Blah-Blah
- Luis de Cespedes : Le narrateur

Source : Doublage Québec